# Miriam Cunha Sobrinha
Miriam Cunha Sobrinha ASCJ (Várzea Paulista, 15 de agosto de 1965) é religiosa e educadora brasileira. Atualmente exerce a função de superiora geral das Apóstolas do Sagrado Coração de Jesus.

## Biografia
Nasceu em Várzea Paulista, São Paulo, em 15 de agosto de 1965. Ingressou na Congregação das Apóstolas do Sagrado Coração de Jesus em 1989 e completou sua formação inicial na província de São Paulo. Em 1994, fez o juniorado interno em Roma e fez sua profissão perpétua em 1998 em Avezzano, Itália.
Obteve licenciatura em Ciências Religiosas e Filosofia na Pontifícia Universidade Antoniana. Continuou seus estudos na Pontifícia Universidade Lateranense de Roma, onde obteve o diploma em Teologia e o magistério em Teologia Fundamental.
Desempenhou sua missão na área educacional dirigindo escolas, trabalhou na pastoral vocacional e colaborou na coordenação do ensino religioso. Na Suíça, trabalhou com filhos de imigrantes num jardim de infância. Foi secretária provincial da província de São Paulo; depois, assumiu o cargo de vice-provincial da Vice-Província Centro-Norte do Brasil por três anos; teve dois mandatos como superiora provincial da Província de São Paulo no Brasil.
Em 21 de julho de 2016, foi eleita superiora geral das Apóstolas do Sagrado Coração de Jesus, sendo reconduzida ao cargo em julho de 2022.